# In Search of the Castaways
In Search of the Castaways (bra: As Grandes Aventuras do Capitão Grant; prt: Os Filhos do Capitão Grant) é um estadunidense de 1962, do gênero aventura, dirigido por Robert Stevenson e Peter Ellenshaw para a Walt Disney Productions, com roteiro de Lowell S. Hawley baseado no romance Les enfants du Capitaine Grant voyage autour du monde, de Júlio Verne.
Foi um dos 12 mais populares filmes da Grã Bretanha em 1963.

## Elenco
- Hayley Mills ....... Mary Grant
- Maurice Chevalier ....... Professor Jacques Paganel
- George Sanders ....... Thomas Ayerton
- Wilfrid Hyde-White ....... lorde Glenarvan
- Michael Anderson, Jr. ....... John Glenarvan
- Antonio Cifariello ....... cacique Thalcave
- Keith Hamshere ....... Robert Grant
- Wilfrid Brambell ....... Bill Gaye
- Jack Gwillim ....... capitão Grant
- Inia Te Wiata ....... cacique maori

## Sinopse
Em 1858, os jovens escoceses Mary e Robert recebem um bilhete numa garrafa que acreditam ser do pai desaparecido deles, o capitão Grant. Quem achou a garrafa foi um idoso professor francês, Jacques Paganel, que os ajuda a irem até o navio do Lorde Glenarvan para partirem em busca do capitão desaparecido. Glenavam não acredita em Paganel mas seu filho John se interessa por Mary e o convence a ir para o resgate, seguindo as indicações do bilhete. A mensagem está danificada e só sabem que o capitão está em algum lugar do paralelo 37. Paganel acha que está escrito "índios" e então todos vão para a América do Sul e atravessam os Andes quando recebem a notícia de que três homens brancos estão prisioneiros de nativos. Depois todos partem para a Nova Zelândia onde se encontram com o maldoso contrabandista Thomas Ayerton.

## Trilha sonora
Canções compostas pelos Sherman Brothers incluem "Castaway", "Merci Beaucoup", "Let's Climb (Grimpons)" e "Enjoy It".

## Quadrinhos
Como outros filmes da Disney,In Search of the Castaways foi adaptado para quadrinhos, com desenhos de Dan Spiegle. A história foi publicada no Brasil na revista Almanaque Tio Patinhas número 26, de Setembro de 1967, com o título "As aventuras do Capitão Grant".